# Turnverein Bühl Volleyball 2014-2015
Questa voce raccoglie le informazioni riguardanti il Turnverein Bühl Volleyball nelle competizioni ufficiali della stagione 2014-2015.

## Organigramma societario
Area direttiva
- Presidente: Hubert Schnurr

Area tecnica
- Allenatore: Ruben Wolochin
- Allenatore in seconda: Santiago García
- Assistente allenatore: Filipe Carrasco
- Scout man: Steffen Habich, Jannis Oser

Area sanitaria
- Medico: Thomas Claus, Oliver Mohr
- Fisioterapista: Mandy Höher, Waldemar Koch, Tobias Martin, Tino Westhaus

## Rosa
| N° | Nome               | Ruolo | Data di nascita   | Nazionalità sportiva |
| -- | ------------------ | ----- | ----------------- | -------------------- |
| 2  | Ángel Trinidad     | P     | 27 marzo 1993     | Spagna               |
| 3  | Richard Mauler     | S     | 28 settembre 1989 | Rep. Ceca            |
| 5  | David Sossenheimer | S     | 21 giugno 1996    | Germania             |
| 7  | Magloire Mayaula   | C     | 6 giugno 1993     | RD del Congo         |
| 9  | Kristen Cléro      | P     | 24 settembre 1990 | Germania             |
| 10 | Jens Sandmeier     | S     | 26 agosto 1995    | Germania             |
| 11 | Dávid Molnár       | L     | 22 novembre 1984  | Ungheria             |
| 12 | Nehemiah Mote      | C     | 21 giugno 1993    | Australia            |
| 13 | Robert Schramm     | C     | 16 dicembre 1989  | Germania             |
| 14 | Mark Plotyczer     | S     | 19 febbraio 1987  | Regno Unito          |
| 15 | Oskar Wetter       | P     | 14 giugno 1995    | Germania             |
| 17 | Paul Buchegger     | S/O   | 4 marzo 1996      | Austria              |
| 18 | Ľuboš Kostoláni    | S/O   | 28 novembre 1990  | Slovacchia           |